# Aad Peters
Aad Peters is een Nederlandse poppenspeler, televisieproducent en ondernemer.

## Werken
Peters begon met het geven van theatervoorstellingen aan kinderen van prostituees. Vervolgens verzorgde hij wereldwijd voorstellingen voor kinderen en volwassenen in oorlogsgebieden. Voor de val van het communisme in Oost-Europa was hij diverse keren in die regio. Ook speelde hij in Afrika, het Midden-Oosten en de Verenigde Staten. In Libanon gaf hij zes jaar lang voorstellingen aan beide kanten van het front, voor kinderen en volwassenen die door de Libanese Burgeroorlog waren getraumatiseerd.
Vanaf 1980 bedacht hij voor de Evangelische Omroep programma's als D'r kan nog meer bij (1983-1989), Bunkeren (1988-1990), De troon van Koning Kunstgebit (1995-1996) en De Ark van Stekeltje.
Hij is de personificatie van Bulletje, de stier die juryvoorzitter was bij Henny Huismans Mini-playbackshow.
In 2002 had hij het idee om voor het programma Bunkeren van de Evangelische Omroep tijdens het huwelijk van prins Willem-Alexander en Máxima Zorreguieta een nep-Jorge Zorreguieta (de vader van Máxima, die om politieke redenen niet bij het huwelijk aanwezig mocht zijn) door Amsterdam te laten lopen. Dit plan bezorgde de doorgaans zeer Oranje-gezinde EO een onverwachte aanvaring met de Criminele Inlichtingendienst (CID). Desondanks heeft Aad Peters een koninklijke onderscheiding gekregen, onder meer vanwege zijn vele voorstellingen voor mensen in oorlogsgebieden. Daarnaast bood hij in problemen geraakte buitenlandse kunstenaars de mogelijkheid om in Nederland weer tot rust te komen.
Samen met Elly Nieman (van het artiestenechtpaar Elly en Rikkert) nam hij in 2005 een luisterboek op met de titel Lois Rock. Vijf minuten bijbelverhalen. Het luisterboek voor kinderen bevat verhalen uit het Oude en Nieuwe Testament.
Peters kocht in 2010 de Ark van Johan, een bouwsel van zakenman Johan Huibers uit Broek op Langedijk dat gebaseerd is op het Bijbelverhaal met de Ark van Noach. Peters reist rond met deze VerhalenArk met het doel om mensen bekend te maken met de verhalen uit de Bijbel.
Het christelijke Xnoizz Flevo Festival maakte in september 2012 bekend te stoppen vanwege een te sterk gedaald aantal bezoekers. Als reactie ging Peters aan de slag met ideeën voor een vervolg op het festival. Hij wilde onder de naam Donkey Dollars een festival organiseren op het terrein van Museumpark Orientalis, het voormalige Bijbels Openluchtmuseum, maar kreeg de financiering niet rond.
In 2018 opende Peters in enkele fabriekshallen in Elburg na jaren van voorbereiding een tentoonstelling met historische en Bijbelse zandsculpturen.